# Holothuria imperator
Holothuria imperator is een zeekomkommer uit de familie Holothuriidae.
De wetenschappelijke naam van de soort werd in 1830 gepubliceerd door Elisabeth Deichmann.